# Denver Broncos 2025
La stagione 2025 dei Denver Broncos sarà la 56ª della franchigia nella National Football League, la 66ª complessiva e la terza con Sean Payton come capo-allenatore.

## Scelte nel Draft 2025

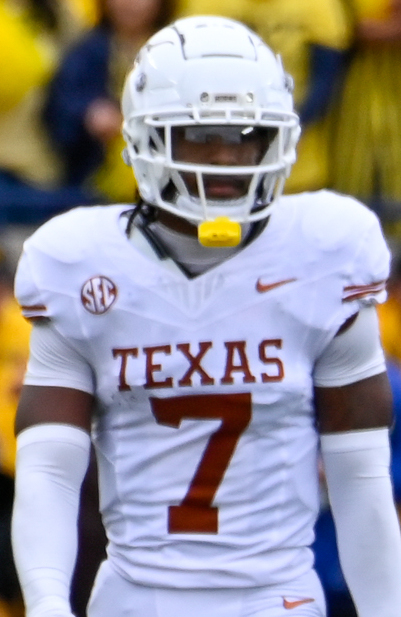
La prima scelta dei Broncos nel Draft 2025 Jahdae Barron

| Scelte dei Broncos nel Draft 2025 |        |                                     |                                     |                                     |                                       |
| Giro                              | Scelta | Giocatore                           | Ruolo                               | College                             | Note                                  |
| 1                                 | 20     | Jahdae Barron                       | CB                                  | Texas                               |                                       |
| 2                                 | 51     | Scambiata con i Carolina Panthers   | Scambiata con i Carolina Panthers   | Scambiata con i Carolina Panthers   |                                       |
| 2                                 | 57     | Scambiata con i Detroit Lions       | Scambiata con i Detroit Lions       | Scambiata con i Detroit Lions       | da Carolina                           |
| 2                                 | 60     | RJ Harvey                           | RB                                  | UCF                                 | da Detroit                            |
| 3                                 | 74     | Pat Bryant                          | WR                                  | Illinois                            | da Carolina                           |
| 3                                 | 85     | Scambiata con i Carolina Panthers   | Scambiata con i Carolina Panthers   | Scambiata con i Carolina Panthers   |                                       |
| 3                                 | 101    | Sai'Vion Jones                      | DE                                  | LSU                                 | da LA Rams via Atlanta e Philadelphia |
| 4                                 | 111    | Scambiata con i Philadelphia Eagles | Scambiata con i Philadelphia Eagles | Scambiata con i Philadelphia Eagles | da Carolina                           |
| 4                                 | 122    | Scambiata con i Carolina Panthers   | Scambiata con i Carolina Panthers   | Scambiata con i Carolina Panthers   |                                       |
| 4                                 | 130    | Scambiata con i Philadelphia Eagles | Scambiata con i Philadelphia Eagles | Scambiata con i Philadelphia Eagles | da Detroit                            |
| 4                                 | 134    | Que Robinson                        | DE                                  | Alabama                             | da Philadelphia                       |
| 5                                 | 155    | Scambiata con i Miami Dolphins      | Scambiata con i Miami Dolphins      | Scambiata con i Miami Dolphins      |                                       |
| 6                                 | 191    | Scambiata con i Philadelphia Eagles | Scambiata con i Philadelphia Eagles | Scambiata con i Philadelphia Eagles | da Arizona                            |
| 6                                 | 197    | Scambiata con i Houston Texans      | Scambiata con i Houston Texans      | Scambiata con i Houston Texans      |                                       |
| 6                                 | 208    | Scambiata con i Carolina Panthers   | Scambiata con i Carolina Panthers   | Scambiata con i Carolina Panthers   | da Philadelphia                       |
| 6                                 | 216    | Jeremy Crawshaw                     | P                                   | Florida                             | da Houston                            |
| 7                                 | 230    | Scambiata con i Detroit Lions       | Scambiata con i Detroit Lions       | Scambiata con i Detroit Lions       | da Arizona via Carolina               |
| 7                                 | 236    | Scambiata con i Philadelphia Eagles | Scambiata con i Philadelphia Eagles | Scambiata con i Philadelphia Eagles |                                       |
| 7                                 | 241    | Caleb Lohner                        | TE                                  | Utah                                | da Houston                            |

## Lo staff
| Staff dei Denver Broncos |
| --- |
| Organi dirigenziali - Proprietario – Rob Walton - CEO – Greg Penner - Presidente – Damani Leech - General Manager – George Paton - Assistente General Manager – Reed Burckhardt - Consiglio generale – Tim Aragon - Assistente organi dirigenziali – Chrisi Hirsh - Vice presidente del personale dei giocatori – Cody Rager - Direttore del personale dei giocatori – Jordon Dizon - Dirigente sportivo – A.J. Durso - Vice presidente operazioni di football – Chip Conway - Direttore delle operazioni di football – Kelly Kleine - Vice presidente amministrativo – Rich Hurtado - Vice presidenti business e sviluppo – Dan Hawley – Darren O'Donnell - Vice presidente per lo sviluppo giocatori – Ray Jackson - Direttore degli osservatori del college – Brian Stark - Assistente direttore osservatori – Nick Schiralli - Senior del personale esecutivo – Roman Phifer Capo allenatore - Sean Payton - Assistente – Paul Kelly Altri allenatori - Vice presidente performance e salute dei giocatori – Beau Lowery - Direttore preparatori atletici – Shaun Snee - Preparatore atletico – Dan Dalrymple - Assistente p.a. – Korey Jones - Assistente p.a – Taylor Porter Allenatori dell'attacco - Coordinatore offensivo – Joe Lombardi - Quarterback – Davis Webb - Running back – Lou Ayeni - Wide receiver – Keary Colbert - Tight end – Austin King - Assistente linea offensiva – Chris Morgan - Direttore gestione di gioco/ass. linea offensiva – Evan Rothstein - Coordinatore running game – Zach Strief - Assistente offensivo – Pete Carmichael - Specialista passing game – Zach Grossi - Controllo qualità dell'attacco – Logan Kilgore - Controllo qualità dell'attacco – Favian Upshaw Allenatori della difesa - Coordinatore difensivo – Vance Joseph - Defensive line – Jamar Cain - Inside linebackers – Jeff Schmedding - Outside linebackers – Isaac Shewmaker - Defensive backs – Addison Lynch - Coordinatore difesa su passaggi – Jim Leonhard - Controllo qualità difensiva – Todd Davis - Controllo qualità difensiva – Brian Niedermeyer - Assistente difensivo – Joe Vitt Allenatori dello special team - Coordinatore dello special team – Darren Rizzi - Assistente dello special team – Marwan Maalouf - Controllo qualità special team – Zach Line |

## Roster
| Roster dei Denver Broncos |
| --- |
| Quarterback - 10 Bo Nix - 8 Jarrett Stidham - 4 Zach Wilson Running Back - 23 Audric Estimé - 38 Jaleel McLaughlin - 25 Blake Watson - 33 Javonte Williams - 20 Michael Burton FB Wide Receiver - 16 Troy Franklin - 19 Marvin Mims - 84 Lil'Jordan Humphrey - 14 Courtland Sutton - 17 Devaughn Vele Tight End - 45 Nate Adkins - 85 Lucas Krull - 82 Adam Trautman Offensive Linemen - 72 Garett Bolles T - 73 Frank Crum T - 54 Alex Forsyth C - 69 Mike McGlinchey T - 77 Quinn Meinerz G - 63 Alex Palczewski T - 79 Matt Peart T - 74 Ben Powers G - 60 Luke Wattenberg C Defensive Linemen - 99 Zach Allen DE - 98 John Franklin-Myers DE - 94 Jordan Jackson DE - 93 D.J. Jones DT - 97 Malcolm Roach DT - 96 Eyioma Uwazurike DE Linebacker - 55 Cody Barton ILB - 15 Nik Bonitto OLB - 42 Zach Cunningham ILB - 0 Jonathon Cooper OLB - 52 Jonah Elliss OLB - 56 Levelle Bailey ILB - 92 Dondrea Tillman OLB - 40 Justin Strnad ILB - 41 Drew Sanders ILB Defensive Back - 31 Kris Abrams-Draine CB - 22 Brandon Jones FS - 26 Devon Key FS - 6 P.J. Locke SS - 29 Ja'Quan McMillian CB - 27 Damarri Mathis CB - 21 Riley Moss CB - 34 JL Skinner SS - 1 Tremon Smith CB - 2 Patrick Surtain II CB Special Team - 9 Riley Dixon P - 48 Mitchell Fraboni LS - 3 Wil Lutz K Lista delle riserve - 49 Alex Singleton ILB (IR) - 75 Quinn Bailey T (IR) - 28 Tyler Badie RB (IR) - 32 Delarrin Turner-Yell FS (PUP) Squadra di allenamento - 43 Keidron Smith FS - 83 Michael Bandy WR - 66 Nick Gargiulo G - 91 Matt Henningsen DE - 30 Tanner McCalister SS - 68 Jordan Miller NT - 36 Quinton Newsome CB - 89 Donald Parham TE - 78 William Sherman G - 13 David Sills WR - 35 Reese Taylor CB - 76 Calvin Throckmorton G - 86 Thomas Yassmin TE - 71 Cameron Fleming LT - 87 A.T. Perry WR - 57 K.J. Kloyd ILB Roster aggiornato al 4 marzo 2025 53 attivi, 4 inattivi, 16 nella squadra di allenamento |
| Legenda - I rookie sono in corsivo. - Il primo ruolo è il principale mentre gli eventuali successivi indicano i ruoli secondari. - (IR) sta per Injured Reserve ed indica la lista ristretta per un solo giocatore infortunato che può tornare ad allenarsi dopo la settimana 6 e a rientrare in prima squadra dopo che questa ha giocato 8 partite. - (NF-Inj.) / (NF-Ill.) stanno rispettivamente per Non-Football Injured e Non-Football Illness ed indicano le liste dove viene inserito un giocatore che ha un infortunio o una malattia non dipendente dal football americano. - (PUP) sta per Physically Unable to Perform ed indica la lista dove viene inserito un giocatore mentre è in attesa di recuperare la condizione fisica. Nella stagione regolare dopo la sesta partita giocata dalla propria squadra, il giocatore ha tempo tre settimane per riprendere ad allenarsi, più tre settimane aggiuntive dal suo rientro agli allenamenti per rientrare in prima squadra. |

## Precampionato
Le gare del precampionato furono annunciate il 14 maggio 2025.
| Precampionato |           |            |                       |           |        |                            |                    |         |
| Settimana     | Data      | Ora (MT)   | Avversario            | Risultato | Record | Stadio                     | TV                 | Sintesi |
| 1             | 9 agosto  | 7:00 p.m.  | @ San Francisco 49ers | V 30-9    | 1-0    | Levi's Stadium             | KUSA-TV (NBC)      | Sintesi |
| 2             | 16 agosto | 7:30 p.m.  | Arizona Cardinals     | V 27-7    | 2-0    | Empower Field at Mile High | KUSA-TV (NBC)      | Sintesi |
| 3             | 23 agosto | 11:30 a.m. | @ New Orleans Saints  | -         | -      | Caesars Superdome          | KTVD (MyNetworkTV) | -       |

## Stagione regolare

### Calendario
Il calendario della stagione regolare fu reso noto il 14 maggio 2025.
| Stagione regolare |                    |                    |                             |                    |                    |                                    |                    |                    |
| Settimana         | Data               | Ora (MT)           | Avversario                  | Risultato          | Record             | Stadio                             | TV                 | Sintesi            |
| 1                 | 7 settembre        | 2:05 p.m.          | Tennessee Titans            | -                  | -                  | Empower Field at Mile High         | Fox                | -                  |
| 2                 | 14 settembre       | 2:05 p.m.          | @ Indianapolis Colts        | -                  | -                  | Lucas Oil Stadium                  | CBS                | -                  |
| 3                 | 21 settembre       | 2:05 p.m.          | @ Los Angeles Chargers      | -                  | -                  | SoFi Stadium                       | CBS                | -                  |
| 4                 | 29 settembre       | 6:15 p.m.          | Cincinnati Bengals (M)      | -                  | -                  | Empower Field at Mile High         | ABC                | -                  |
| 5                 | 5 ottobre          | 11:00 a.m.         | @ Philadelphia Eagles       | -                  | -                  | Lincoln Financial Field            | CBS                | -                  |
| 6                 | 12 ottobre         | 7:30 a.m.          | @ New York Jets (I)         | -                  | -                  | Tottenham Hotspur Stadium (Londra) | NFL Network        | -                  |
| 7                 | 19 ottobre         | 2:05 p.m.          | New York Giants             | -                  | -                  | Empower Field at Mile High         | CBS                | -                  |
| 8                 | 26 ottobre         | 2:25 p.m.          | Dallas Cowboys              | -                  | -                  | Empower Field at Mile High         | CBS                | -                  |
| 9                 | 2 novembre         | 11:00 a.m.         | @ Houston Texans            | -                  | -                  | NRG Stadium                        | Fox                | -                  |
| 10                | 6 novembre         | 6:15 p.m.          | Las Vegas Raiders (T)       | -                  | -                  | Empower Field at Mile High         | Prime Video        | -                  |
| 11                | 16 novembre        | 2:25 p.m.          | Kansas City Chiefs          | -                  | -                  | Empower Field at Mile High         | CBS                | -                  |
| 12                | Settimana di pausa | Settimana di pausa | Settimana di pausa          | Settimana di pausa | Settimana di pausa | Settimana di pausa                 | Settimana di pausa | Settimana di pausa |
| 13                | 30 novembre        | 6:20 p.m.          | @ Washington Commanders (S) | -                  | -                  | Northwest Stadium                  | NBC                | -                  |
| 14                | 7 dicembre         | 2:05 p.m.          | @ Las Vegas Raiders         | -                  | -                  | Allegiant Stadium                  | CBS                | -                  |
| 15                | 14 dicembre        | 2:25 p.m.          | Green Bay Packers           | -                  | -                  | Empower Field at Mile High         | CBS                | -                  |
| 16                | 21 dicembre        | 2:05 p.m.          | Jacksonville Jaguars        | -                  | -                  | Empower Field at Mile High         | Fox                | -                  |
| 17                | 25 dicembre        | 6:15 p.m.          | @ Kansas City Chiefs (T)    | -                  | -                  | Arrowhead Stadium                  | Prime Video        | -                  |
| 18                | 3/4 gennaio        | Da def.            | Los Angeles Chargers        | -                  | -                  | Empower Field at Mile High         | Da def.            | -                  |

Note:
- Gli avversari della propria division sono in grassetto.
- Il simbolo "@" indica una partita giocata in trasferta.
- (M) indica il Monday Night Football, (T) il Thursday Night Football, (S) il Sunday Night Football e (I) una partita delle NFL International Series.
- Dall'undicesimo al diciassettesimo turno si adotta una programmazione flessibile: le partite programmate per il Sunday Night Football, il Monday Night Football e il Thursday Night Football sono programmate in via provvisoria e sono eventualmente soggette a modifiche.
- Data e orario della gara del diciottesimo turno saranno stabilite dopo lo svolgimento del diciassettesimo turno.